# CADPAT

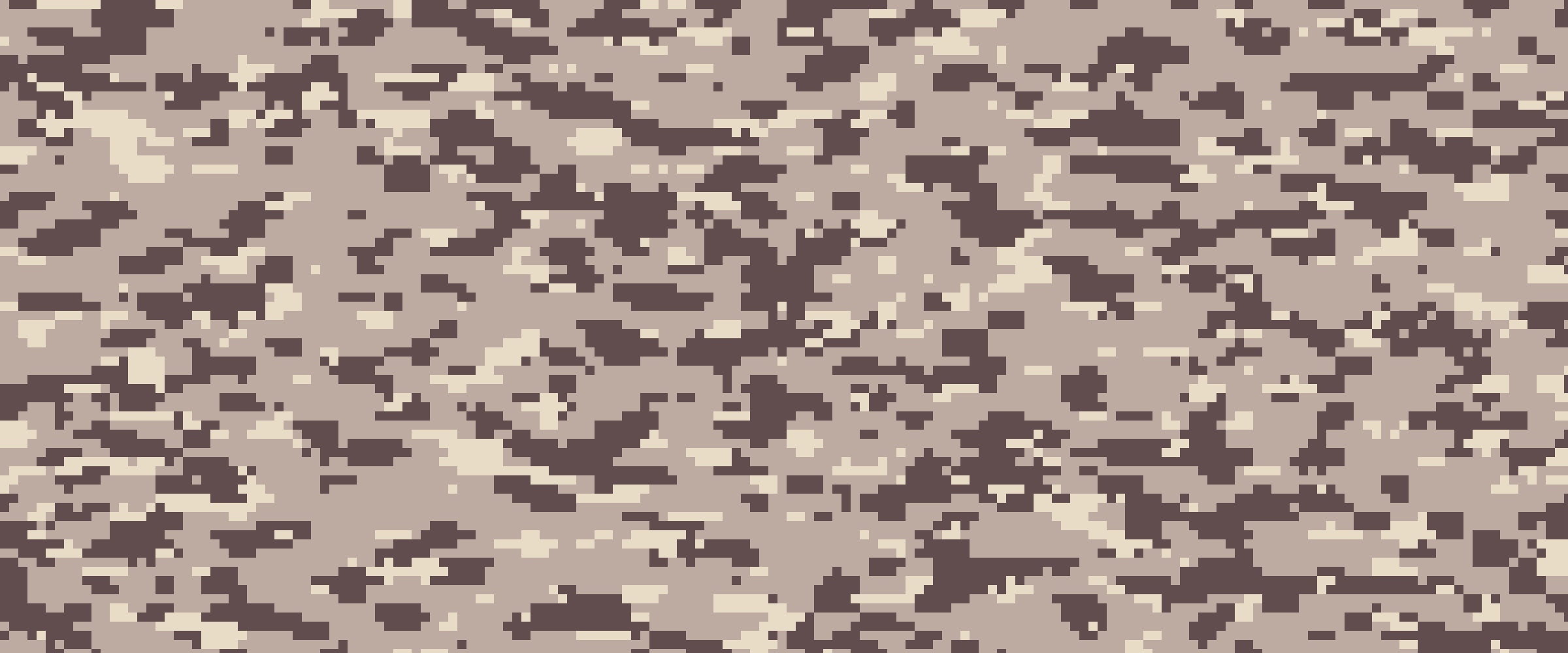
Das Digitaltarnmuster CADPAT in der Variante „Arid Region“

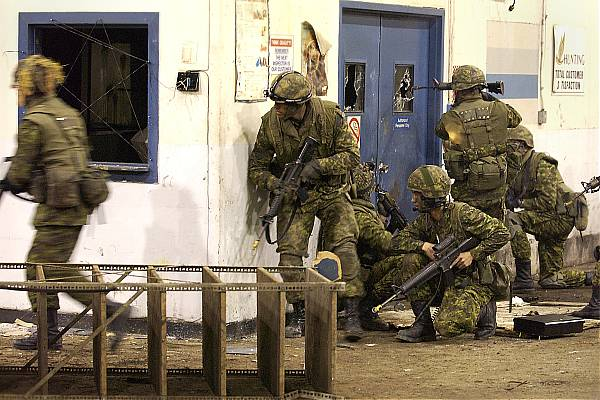
Kanadische Soldaten in CADPAT der Variante „Temperate Woodland“

CADPAT (Abkürzung von CAnadian Disruptive PATtern) ist ein computergestützt entwickeltes Tarnmuster, das seit 2002 von den kanadischen Streitkräften für Uniformteile (Tarnkleidung) verwendet wird.
Nach einer Entwicklungszeit von fast zehn Jahren kam das Muster in zwei Ausführungen zum Einsatz, wobei es sich nicht um zweiseitig bedruckte Wendestoffe handelt. Es wurde in zwei Ausführungen eingeführt:
- Temperate Woodland (TW) für nördliche Klimazonen mit Wald und Buschland
- Arid Region (AR) für südliche Klimazonen mit Trockenland, Wüsten- und Savannen (Arides Klima)

CADPAT TW wurde 2002 zum Standardtarnmuster des kanadischen Heeres, gefolgt von den kanadischen Luftstreitkräften im Jahr 2004.